# Río Pichanas
Le Río Pichanas est une rivière du centre de l'Argentine qui coule au nord-ouest de 
la province de Córdoba. C'est un cours d'eau endoréique qui se perd dans la dépression des Salinas Grandes.

## Géographie
Le río Pichanas, naît sur les versants occidentaux de la Sierra de Los Gigantes (2374 mètres), partie occidentale des Sierras de Córdoba, sur le territoire de la province de Córdoba. Dès sa naissance, il se dirige vers le nord, direction qu'il maintient tout au long de son parcours. Il finit par se perdre dans l'immensité des Salinas Grandes.
La superficie de son bassin versant est de plus ou moins 2 500 km2.

## Affluents
- Le río Jaime (rive gauche) qui baigne Salsacate

## Hydrométrie - Les débits mensuels à Los Noques
Le río Pichanas a un régime permanent de type pluvial, avec un débit maximal pendant les mois d'été (décembre à février). 
Les débits de la rivière ont été observés sur une période de 22 ans (1930-1952) à la station hydrométrique de Los Noques (aux coordonnées 31° 10′ 00″ S, 65° 18′ 00″ O), et ce pour une superficie étudiée de 2 000 km2, soit plus ou moins 80 % de la totalité du bassin versant. 
Le débit annuel moyen ou module observé à cet endroit durant cette période était de 2,82 m3/s.
La lame d'eau écoulée dans le bassin atteint ainsi 44,5 mm par an, chiffre satisfaisant dans cette région assez peu arrosée (moyenne du bassin : 500 mm). Quant au débit spécifique, il se monte à 1,41 litre par seconde et par kilomètre carré de bassin.  

## Barrages
Deux barrages ont été construits sur la rivière :
- Retenue de Pichanas (30° 50′ 00″ S, 65° 08′ 00″ O)
- Retenue de Paso de las campañas (30° 49′ 00″ S, 65° 11′ 00″ O)